# Église de la Garnison de Potsdam
L'église de la Garnison (en allemand : Garnisonkirche) à Potsdam était l'église baroque la plus importante de Potsdam, construite entre 1731 et 1735 par ordre du roi Frédéric-Guillaume Ier de Prusse, dit le « roi sergent », qui orienta le royaume de Prusse vers le développement de sa puissance militaire. L'église fut conçue pour être remarquable par sa taille — son clocher dépassait les 88 mètres de haut — et par le luxe de sa décoration. Le roi sergent fut inhumé dans l'église de la Garnison à Potsdam devenue un symbole de l’État prussien et de sa puissante armée ; il en alla de même pour son successeur Frédéric II, dit « Frédéric le Grand ». L'église a d'abord été utilisée pour le culte calviniste pour les soldats royaux, puis fut rattachée en 1817 à l'Église protestante de l'Union prussienne (sorte d'union luthéro-réformée) par la volonté du roi Frédéric-Guillaume III.

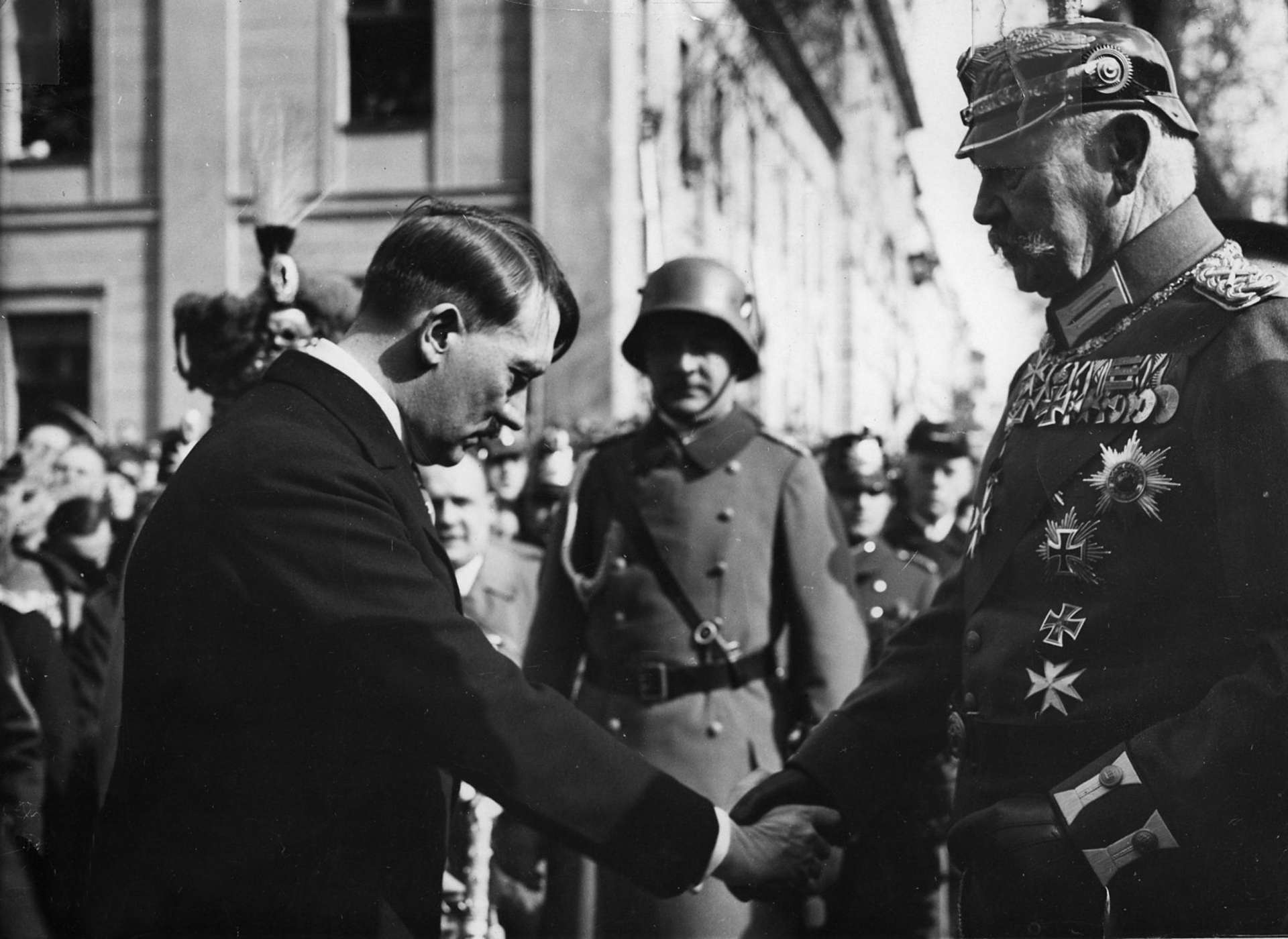
Hitler saluant Hindenburg devant l'église de la Garnison à Potsdam, le 21 mars 1933.

Soucieux d'asseoir sa légitimité en s'inscrivant dans la ligne historique tracée par les rois de Prusse, Adolf Hitler y vint le 21 mars 1933, en tenue civile, pour s'incliner avec toutes les marques de respect, devant le chef de l’État, le maréchal Hindenburg. Le 23 mars, deux jours après un discours plein de modération prononcé le jour même de sa visite à Potsdam, il obtenait le vote des pleins pouvoirs. Cet événement fut commémoré par les nazis sous le nom de « journée de Potsdam ». Pendant la Deuxième Guerre mondiale, l'église fut en partie détruite par les bombardements des 14 et 15 avril 1945. Le 23 juillet 1968, malgré l'opposition des représentants de l'Église protestante en République démocratique allemande, les ruines subsistantes furent dynamitées et enlevées par décision du président Walter Ulbricht. À partir des années 1970, l'emplacement est ensuite utilisé par le centre informatique de l’État de Brandebourg.
Après la réunification allemande, un projet de reconstruction de l'église suscite la polémique en raison de risques d'instrumentalisation par l'extrême-droite. On s'orienterait actuellement vers une reconstruction partielle,.
En août 2024, la tour reconstruite est inaugurée lors d'une cérémonie en présence du président allemand Frank-Walter Steinmeier.

## Bâtiment

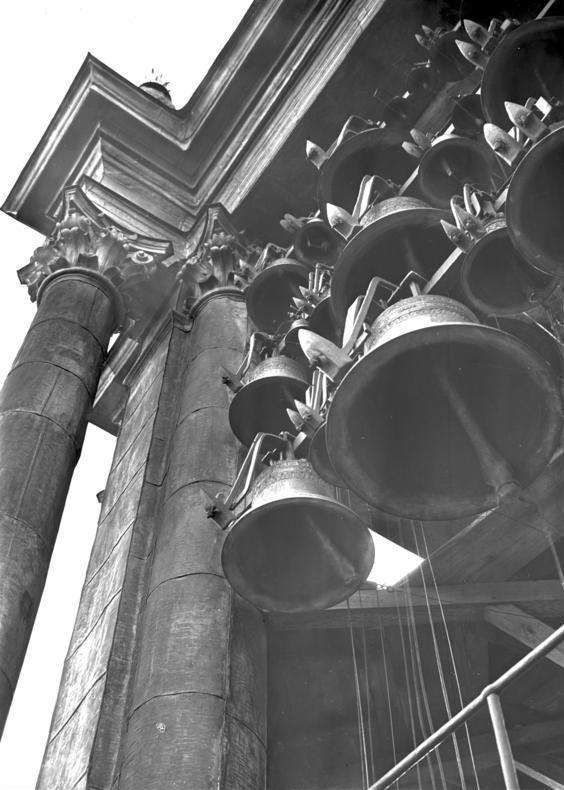
Carillon dans le clocher de l'église de la Garnison.

### Clocher et carillon
Le clocher de la Garnisonkirche mesurait 88,4 mètres et sa base débordait nettement dans la rue. Ses murs latéraux étaient rythmés par de hautes et étroites fenêtres et des sculptures ornaient ses angles. Une inscription en lettres d'or monté au-dessus de l'entrée principale face à la Breiten Straße se lisait : "Frédéric Guillaume, roi de Prusse, a fait construire cette tour à côté de l’église de la Garnison en l'honneur de Dieu. Année 1735."
L'étage supérieur du clocher, construit en bois de chêne, avait des lanternes et un toit en cuivre couronné d'une girouette. Le carillon, hérité de la première église de la Garnison consacrée en 1722, avait été augmenté de cinq nouvelles cloches de basse produites par le fondeur Paul Meurer. Il jouait de la musique religieuse toutes les heures, alternant avec de la musique séculière jouée sur les demi-heures, ce jusqu'à la fin du XVIIIe siècle. De 1797 à 1945, l'ordre musical a été changé pour Lobe den Herrn meine Seele (Louange au Seigneur, oh mon âme) et Üb immer Treu und Redlichkeit, un poème de Ludwig Hölty, adapté sur un thème que Mozart avait composé pour l'aria de Papageno dans la Flûte enchantée. Entre deux, des mélodies courtes, certaines jouées sur demande, résonnaient dans la ville toutes les 7,5 minutes.

### Nef
La nef était construite sur un plan carré. Son axe transversal était relié au clocher du côté nord. La toiture à 4 pans mesurait 17 mètres de haut, et comptait deux lucarnes sur chaque pente sauf au sud. De hautes fenêtres à voûtes en plein cintre dominaient les façades, ornées de portails centraux décoratifs sur trois côtés. Les entrées des deux côtés de la tour menaient à une grande balustrade à partir de laquelle il était possible d'accéder à une passerelle sur le toit. Des piliers ornés de colonnes flanquaient les deux côtés des portes principales qui, avec la tour elle-même, formaient une entrée particulièrement imposante depuis la Breiten Straße.

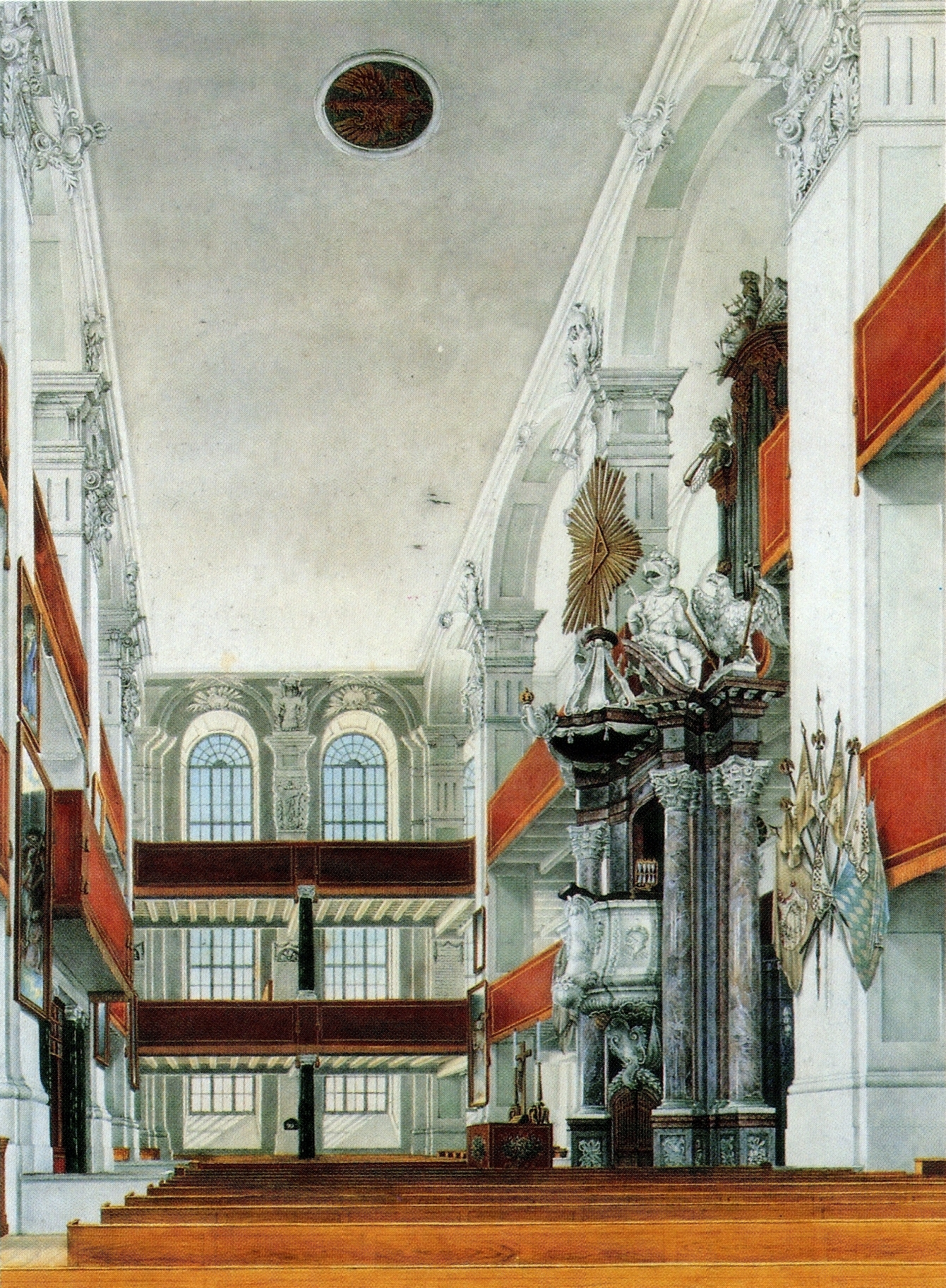
Vue de l'intérieur de la Garnisonkirche (partie est).

### Intérieur
L'intérieur de l'église de la Garnison était simple. Des colonnes massives, reliées par de robustes arcs en anse de panier, soutenaient un toit plat et des galeries à deux étages. L'intérieur, qui apparaissait dès l'abord dépourvu d'ornementation, était composé de simples boiseries. Tandis que les civils étaient assis sur des bancs dans la nef, les soldats prenaient place dans les galeriee. Une chaire de bois se trouvait sur le côté sud de la nef.
En 1735 Frédéric-Guillaume Ier fit creuser la crypte sous un autel baroque nouveau et coloré intégrant une chaire. Le sculpteur Johann Georg Glume (de) a créé des figures en marbre de « Mars » et de « Bellona » qui flanquaient l'entrée de la crypte. La Sainte-Cène était servie à partir de la chaire de bois d'origine, maintenant appelée l'« autel de terrain ».

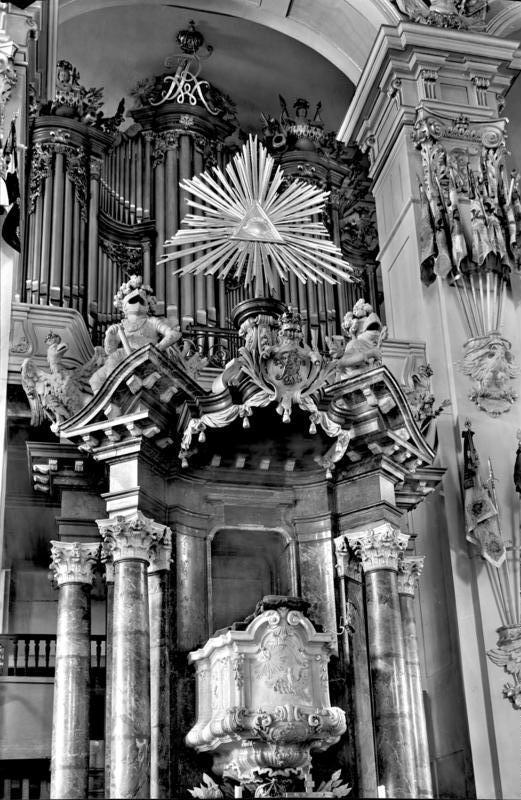
Vue de l'orgue de la Garnisonkirche.

### Orgues
L'orgue de l'église de la garnison, qui comprenait un carillon, a été construit par le constructeur d'orgue Joachim Wagner en 1731-1732. Il comportait 25 registres sur 3 claviers avec des pédales. Ceux-ci ont été augmentés plus tard à 42 registres par son collègue Carl Ludwig Gesell en 1862. L'orgue a été modernisé par Wilhelm Sauer pendant les rénovations intérieures étendues menées de 1897-1899. Il a réutilisé environ la moitié des tuyaux d'orgue historiques originaux pour le nouvel orgue de style romantique tardif, a augmenté le nombre de registres à 46 et a changé la mécanique à un système d'action pneumatique.
L'orgue était inhabituellement placé et se tenait sur la balustrade du deuxième balcon. Il avait une imposante enveloppe avec des ornements richement sculptés et des détails sculpturales pensé pour être conçu par l'artiste Johann Georg Glume (de) (1679-1765). Les tuyaux d'orgue étaient disposés en trois ensembles, chacun avec six groupes de tuyaux, dont le plus long mesurait 5 mètres. Certains des registres à pédales étaient logés dans la tour médiane faute d'espace. De manière remarquable mais convenable pour une église militaire, l'orgue avait des carillons imitant des trombones et des timbales montés sur des anges. Un soleil tournoyant et un aigle battant les ailes complétaient le décor. Grâce à un don du mécène Werner Otto (en), il a été possible de reconstituer le son de l'orgue Wagner à partir des documents existants.

## Historique

### Construction d'une église
Construite de 1720 à 1722, la première église de la Garnison de Potsdam était un simple bâtiment carré, partiellement en bois. Il avait un toit à quatre pans et un tour à deux étages qui accueillait un carillon de 35 tonnes construit par le Néerlandais Jan Albert de Grave. La paroisse était principalement composée de soldats du régiment des grenadiers de la garde royale, dit aussi des géants de Potsdam qui suivaient les offices religieux réformés.

### Reconstruction de l'église
Quelques années seulement après sa construction, la première église commença à se fissurer et à prendre de la gite. Les fondations n’avaient pas été suffisantes eu égard à la nature marécageuse du sol et au poids très élevé du bâtiment, y compris le lourd carillon. En 1730, il fallut déposer le carillon, puis reconstruire l'église et son clocher. Le roi Frédéric-Guillaume Ier commanda une nouvelle étude à l'architecte Philipp Gerlach. La construction commença en 1731 et, le 17 août 1732, la nouvelle église put être dédicacée par l'aumônier de la cour, le pasteur Christian Johann Cochius, et par l’aumônier militaire, Johann Gottfried Hornejus. Contrairement à la tour de la première église de la Garnison de Potsdam en 1730 et contrairement à la tour de l'Église Saint-Pierre de Berlin en 1734, le clocher de l’église de la Garnison, bien très haut, ne s'écroula pas après sa construction, terminée en 1735. Ce fut donc une grande satisfaction pour Frédéric-Guillaume d’en monter les 365 marches, peu après s'être remis d’une grave maladie.

### Des rois de Prusse à la république de Weimar: un haut lieu du militarisme
En 1735, Frédéric-Guillaume Ier fit construire une crypte sous l’autel. Cinq ans plus tard, il y était enterré. Son successeur Frédéric-Guillaume II (Frédéric le Grand) invita Jean Sébastien Bach à Potsdam. Bach joua sur l’orgue de l’église de la Garnison qu’il déclara être excellent. Frédéric II, bien qu’il ait souhaité être enterré sur la terrasse de son palais de Sanssouci à Potsdam, fut enterré dans la crypte aux côtés de son père, en 1786.
À la demande de la reine Louise en 1797, l’hymne chrétien Lobe den Herrn (Loue le Seigneur, ô mon âme) commença à être joué par le carillon de l’église à chaque heure pleine, et à la demie, Üb immer Treu und Redlichkeit, hymne utilisant la mélodie de l’aria de la Flute enchantée (l’opéra de Mozart).

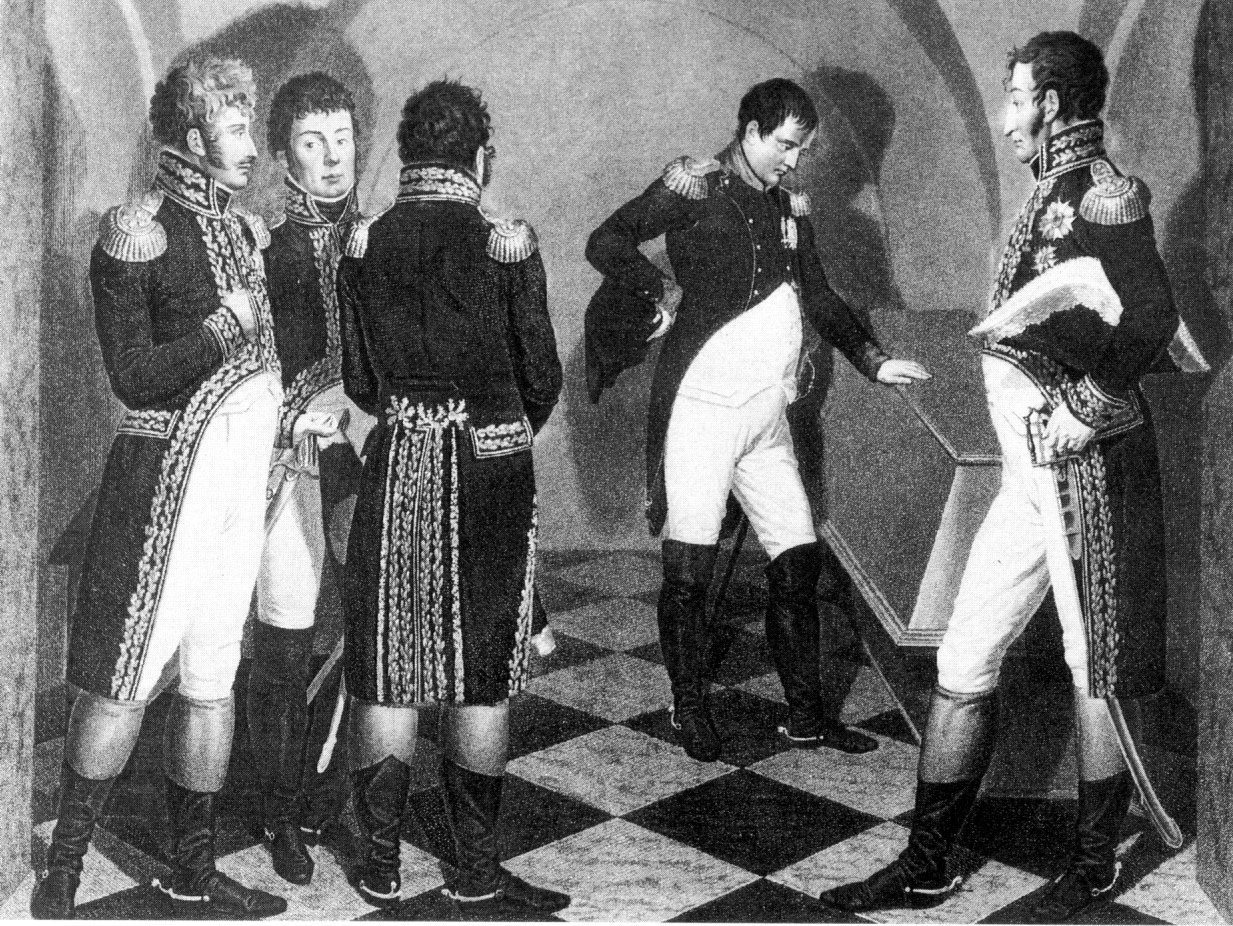
L'empereur Napoléon Ier auprès de la tombe de Frédéric II dans la crypte de l'église de la Garnison de Potsdam en 1806.

En novembre 1805, le tsar de Russie Alexandre Ier fut invité par le roi Frédéric-Guillaume et la reine Louise pour confirmer et célébrer leur alliance contre Napoléon. Le 25 octobre 1806 après sa victoire d’Iéna–Auerstadt sur l’armée prussienne, l’empereur Napoléon occupa Berlin et Potsdam et demanda à visiter les appartements privés de Frédéric II au palais de Berlin et la crypte de l’église de la Garnison. Par respect envers Frédéric II, Napoléon plaça l’église de la Garnison sous sa protection personnelle, alors qu’il affectait l’église française et l’église du Saint-Esprit à sa cavalerie, pour en faire leurs écuries.
Le premier magistrat élu de Potsdam fut investi dans l’église de la Garnison le 3 août 1809.
En 1816, pour faire de la place aux drapeaux mis en place dans l’église pour célébrer le succès de la guerre de libération face à l’occupant français, les statues de Mars et Bellona (dues à Johan Georg Glume) furent retirées et placées dans les escaliers du palais de la ville. Les balustres furent drapés de rouge et or et des plaques à la mémoire des soldats morts dans cette campagne y furent suspendues.
Le 31 octobre 1817, date du troisième centenaire de la Réforme, le premier culte commun luthéro-réformé y fut tenu à la demande du roi Frédéric-Guillaume III dans le cadre de la création d’une église d'État prussienne.
Frédéric-Guillaume IV, alors qu’il n’était encore que dauphin, commença à faire des projets de modernisation de l’église. Il proposait de construire une basilique dix fois plus grande que l’église existante, projet qui ne fut jamais concrétisé. Les seuls travaux réalisés sous son règne furent en 1886 l’addition d’une chapelle décaèdre dans le narthex sud-ouest et une restauration de la nef, et ultérieurement des réparations du clocher.
La décoration intérieure fut ensuite complètement revue et enrichie sous la direction de Friedrich Laske : nouveaux bancs et stalles en bois de cyprès aux panneaux richement ornementés, balustrades enrichies de moulures et de cartouches embossés rehaussé d’or. Friedrich Laske fut aussi chargé d’améliorer la sécurité incendie, l’éclairage, le chauffage et la visibilité depuis les balcons. Le nombre de trophées augmenta après les guerres de la fin du XIXe siècle, comptant 117 drapeaux français, 25 drapeaux danois et 7 bannières autrichiennes. Les orgues passèrent de 42 à 46 registres. Un portail de fer forgé fut ajouté à la porte du clocher en 1907 et un autel précieux fut donné en 1910 par l’empereur Guillaume II, mettant un point d’orgue à un siècle d’embellissements.
L’article 245 du traité de Versailles disposait que les trophées français seraient restitués à la France, mais en juillet 1919, ils furent enlevés par des inconnus, et jamais retrouvés. Ils furent remplacés par les drapeaux des régiments prussiens dissous.
Au XXe siècle, le professeur Otto Becker, organiste et carillonneur de l’église de la Garnison de 1910 à 1945, rétablit le rôle de l’église de la Garnison de Potsdam comme promoteur de la musique sacrée en Allemagne.
De 1925 à 1930, l’architecte Karl Daubitz procéda à un grand nombre de réparations, documentés par des centaines de dessins et photos qui sont toujours consultables.

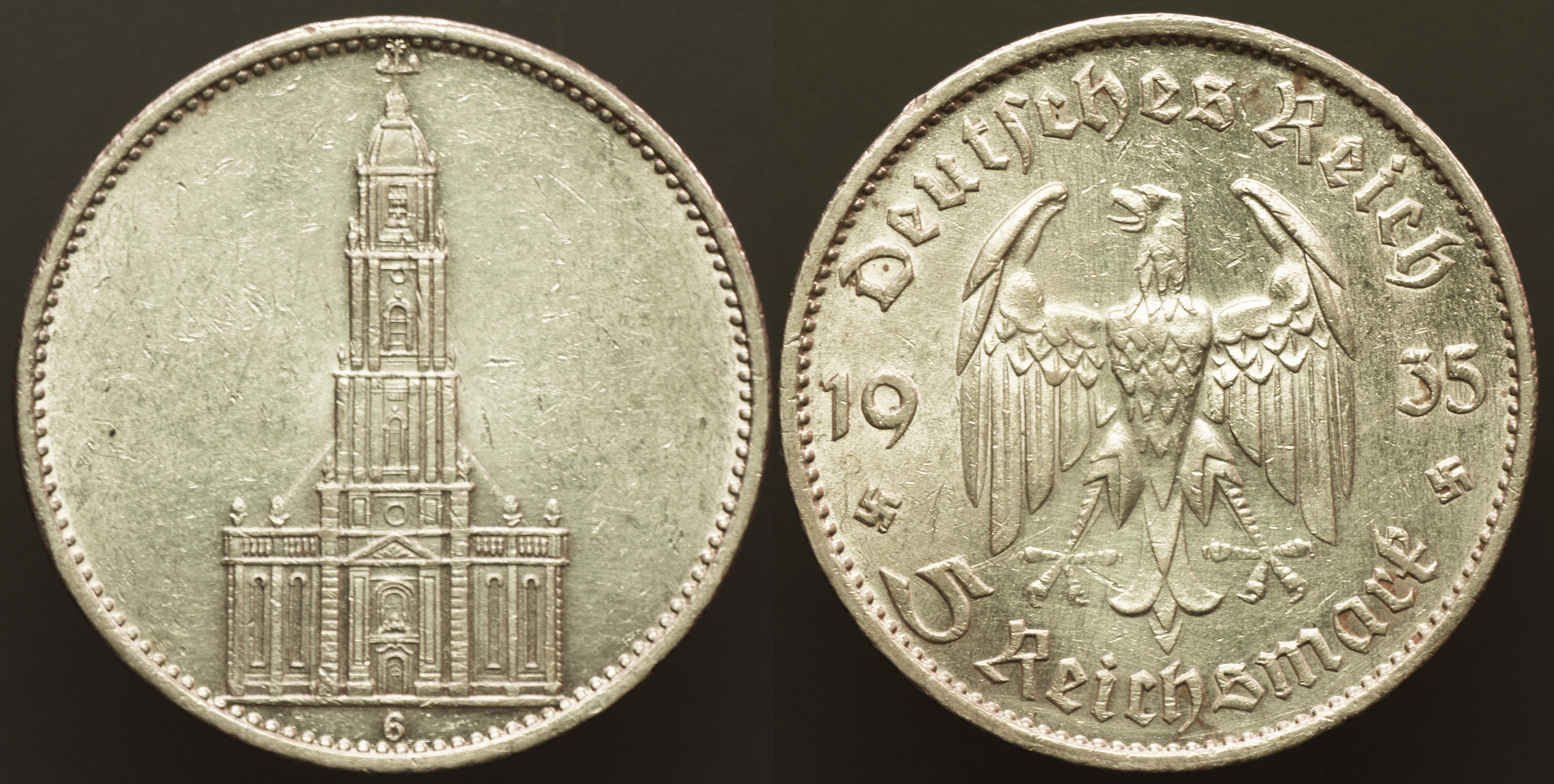
Pièce de 5 reichsmarks de 1935 représentant l’église de la Garnison de Potsdam.

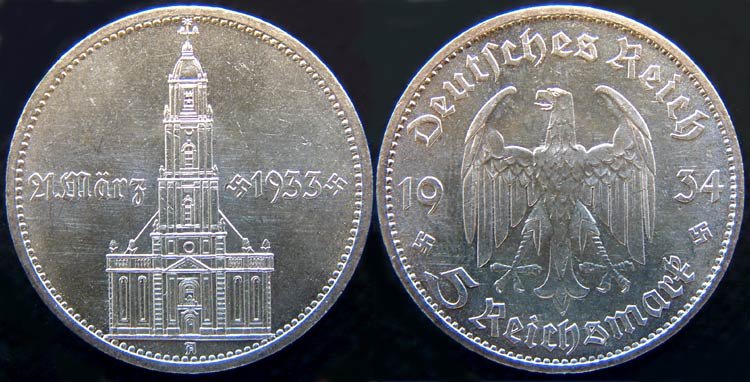
Pièce de 5 reichsmarks de 1934 représentant l’église de la Garnison de Potsdam avec la mention « Journée de Potsdam » pour commémorer la réunion du Reichstag pro-nazi le 21 mars 1933.

### Période nazie: un lieu de propagande finalement anéanti
Les nazis espéraient obtenir la majorité des voix lors des élections législatives du 5 mars 1933 tenues dans un climat extrêmement incertain d'insécurité judiciaire et de violence. Leur plan était de dissoudre le parlement pour ouvrir la voie à la dictature. Déjà à la veille de l'incendie du Reichstag, l'idée de célébrer la réouverture du Parlement dans l'église de la garnison est née. Le 2 mars, le plan a été approuvé et six jours plus tard, la date du 21 mars a été retenue pour cette célébration. À la suite des protestations des autorités ecclésiastiques et du président du Parlement, il fut convenu que seule la cérémonie d'ouverture se tiendrait dans l'église de la Garnison et que la réunion officielle du parlement aurait lieu à côté dans le « Lange Stall », un manège militaire voisin. Par manque de temps pour aménager les lieux, c’est finalement dans l’opéra Kroll que se tiendra l'événement. La date choisie est celle de l'anniversaire de l'ouverture de la première session du parlement du Reichstag par l'empereur Guillaume Ier dans le salon blanc du palais de Berlin le 21 mars 1871. Cette fois-ci, le chef de l’État, qui était le célèbre et respecté maréchal Hindenburg, tenait le rôle du Kaiser, permettant à Hitler de devenir dès sa prise de pouvoir un symbole d'une renaissance d’une nation prussienne conservatrice ("Wiedergeburt der Nation"). L'accord fut scellé par une poignée de main entre Hitler et le président Paul von Hindenburg.
Ce moment fut immortalisé par une célèbre photographie due au photographe de presse américain Theo Eisenhard (qui travaillait pour le New York Times). L’image fit le tour du monde. Plutôt qu’une poignée de main, c’était pourtant plutôt le symbole de la destitution de Hindenburg par Hitler.

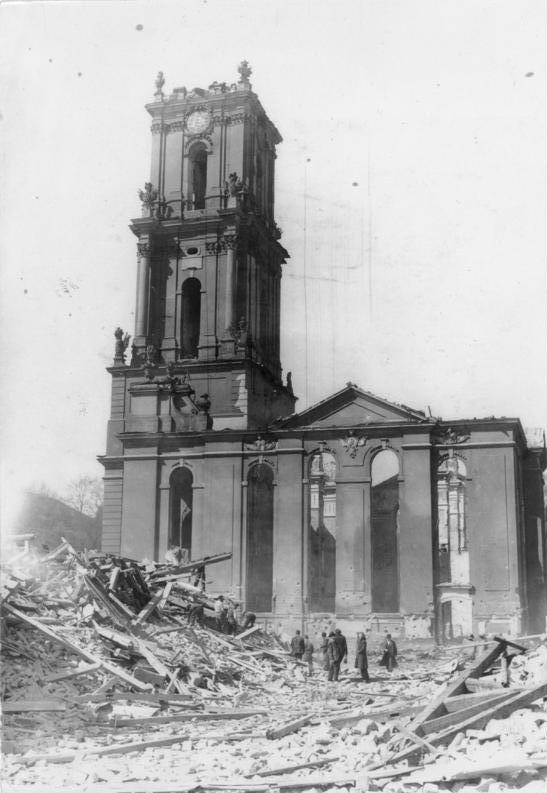
Ruines de l’église de la Garnison de Potsdam en 1945.

Ce même Hitler précipita l’Allemagne dans le conflit mondial que l’on sait, qui laissa l’église de la Garnison à l’état de ruine. En prévision de possibles bombardements atteignant l’église, les cercueils contenant les cendres des rois de Prusse Frédéric-Guillaume Ier et Frédéric-Guillaume II avaient été extraits de la crypte en 1943 et placés dans un bunker qui fait aujourd’hui partie du centre de commandement de l’armée allemande à Potsdam. Après les bombardements intensifs conduits par l’aviation britannique les 14 et 15 avril 1945, l’église semblait d’abord indemne mais le 15 avril, le “Lange Stall” voisin fut touché et incendié. L’incendie se propagea à l’église à travers les vitraux brisés par le bombardement de la veille, consumant d’abord les galeries en bois et la charpente avant de se propager au clocher, dont les volets d’aération et la structure en bois du carillon favorisèrent l’incendie. La pression dans le réseau d’eau endommagé par le bombardement était insuffisante pour que les lances à incendie des pompiers puissent atteindre le clocher et ces derniers ne purent qu’assister impuissants à la destruction totale du clocher et à la combustion complète des poutres maîtresses de la nef. Une à une les lourdes cloches du carillon se détachèrent et firent une chute de 80 mètres, mettant fin à la longue existence du plus célèbre instrument de musique de Potsdam. Seul le grand crucifix, des chandeliers et l’autel purent être sauvés avant l’explosion tardive d’une bombe tombée plusieurs heures auparavant. Seuls les murs de la nef et la maçonnerie du clocher restèrent debout après cette journée du 15 avril 1945.

### Après la guerre: destruction de l'église
Quoique très réduite dans ses effectifs, la paroisse réussit, après des négociations avec les autorités, à conserver la propriété de l’église de la Garnison et de deux autres bâtiments en tout aussi triste état. Avec l’aide de l’Église unie et de l’État – bien que l’on se trouve en secteur soviétique - de nombreux efforts furent faits pour réhabiliter ces biens.
Le 25 juillet 1949, le conseil presbytéral de la paroisse décida de rebaptiser l’église “église du Saint-Crucifix” afin de rompre avec le passé militariste prussien qui demeurait attaché à leur église et à marquer l’entrée dans une nouvelle époque où l’église berlinoise serait consacrée à la confession du péché et aux souffrances du Christ. La même année, le lieu de culte de la communauté put être transféré dans une chapelle construite dans les ruines du clocher. Deux cloches neuves annonçaient les services religieux.

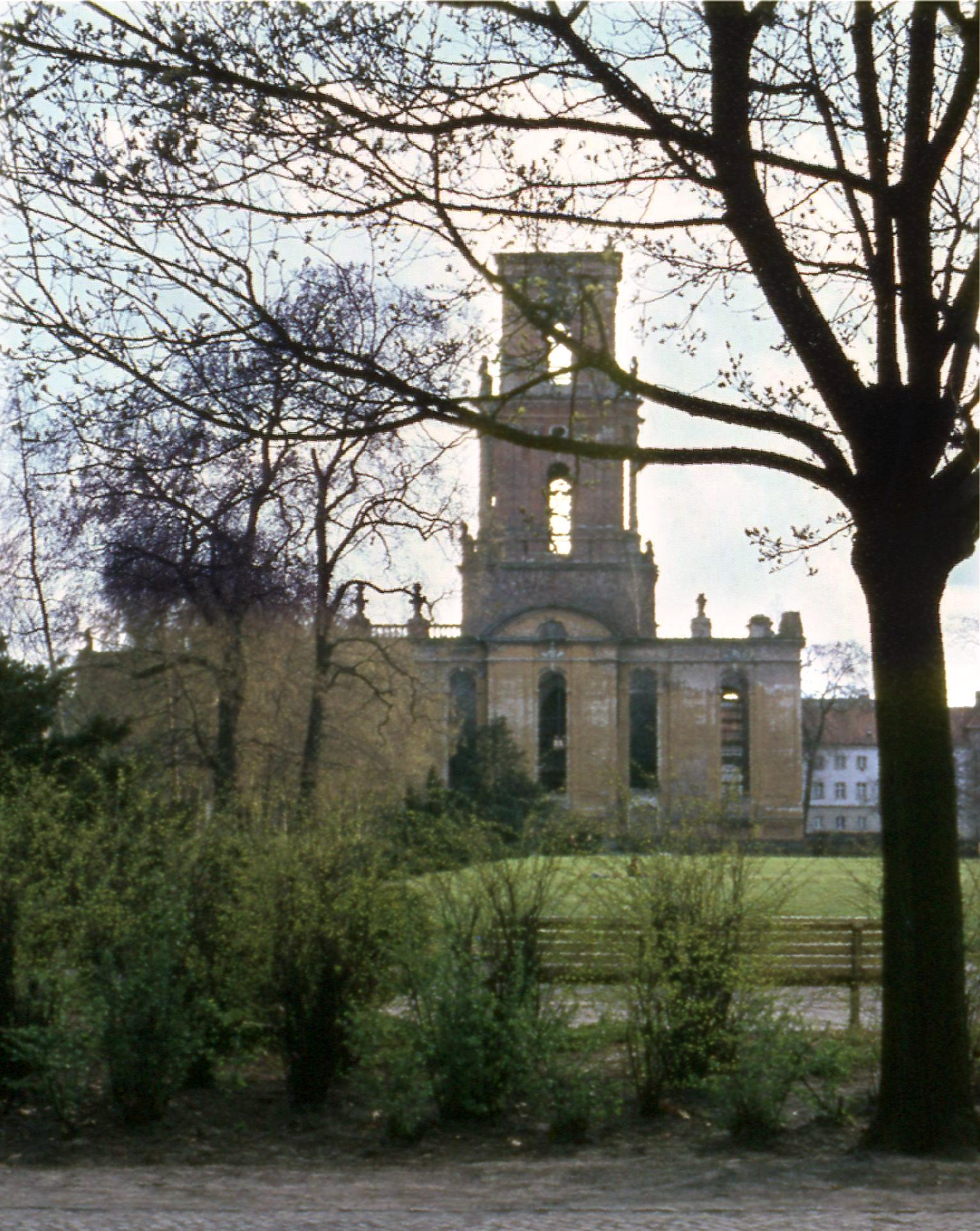
Ruines de l’église de la Garnison en 1966 peu avant sa démolition.

Les années 1960 permirent de commencer la reconstruction. Il était possible de visiter le clocher, encore haut de 60 mètres, et d’y monter. Les travaux de remise en état de cinq paliers au sein de ce clocher furent brutalement interrompus en 1966 lorsque le parti communiste de Potsdam décida sans aucune consultation de procéder à la démolition et au déblayage des ruines de l’église.
L’année suivante, le président de la RDA Walter Ulbricht, opposant à tout ce qui avait un rapport avec l’Église ou avec la monarchie prussienne, visita le site et s’interrogea publiquement lors d’un débat de trois heures sur l’avenir de ce monument dans les termes suivants : « de quel droit cette ruine existe-t-elle à Potsdam ? » Il déclara également que toutes les ruines de la guerre devraient être éliminées à Potsdam, l’établissement d’une nouvelle église ne pouvant que perturber l’image de ville socialiste qu’il entendait créer pour Potsdam. Malgré une vive opposition de la part de l’Église comme de la part de ceux qui souhaitaient préserver les monuments de la ville, d’architectes et de citoyens tant de RDA que de RFA, personne ne put empêcher les autorités de Potsdam de décider, le 26 avril 1968, de détruire les ruines de l’église de la Garnison – bien que, de manière très exceptionnelle par rapport aux us et coutumes de la RDA, cette décision n’ait pas été unanime, il y eut 4 voix contre au conseil municipal de Potsdam.
Le 14 mai 1968, plusieurs dynamitages firent tomber les pans de murs de la nef. Le 19 juin, un dynamitage raté du clocher en laissa la moitié debout. Le reste fut finalement abattu le 23 juin. Après l’enlèvement des décombres, la construction d’un centre informatique fut lancée en 1971.

### Depuis 2017: reconstruction de l'église

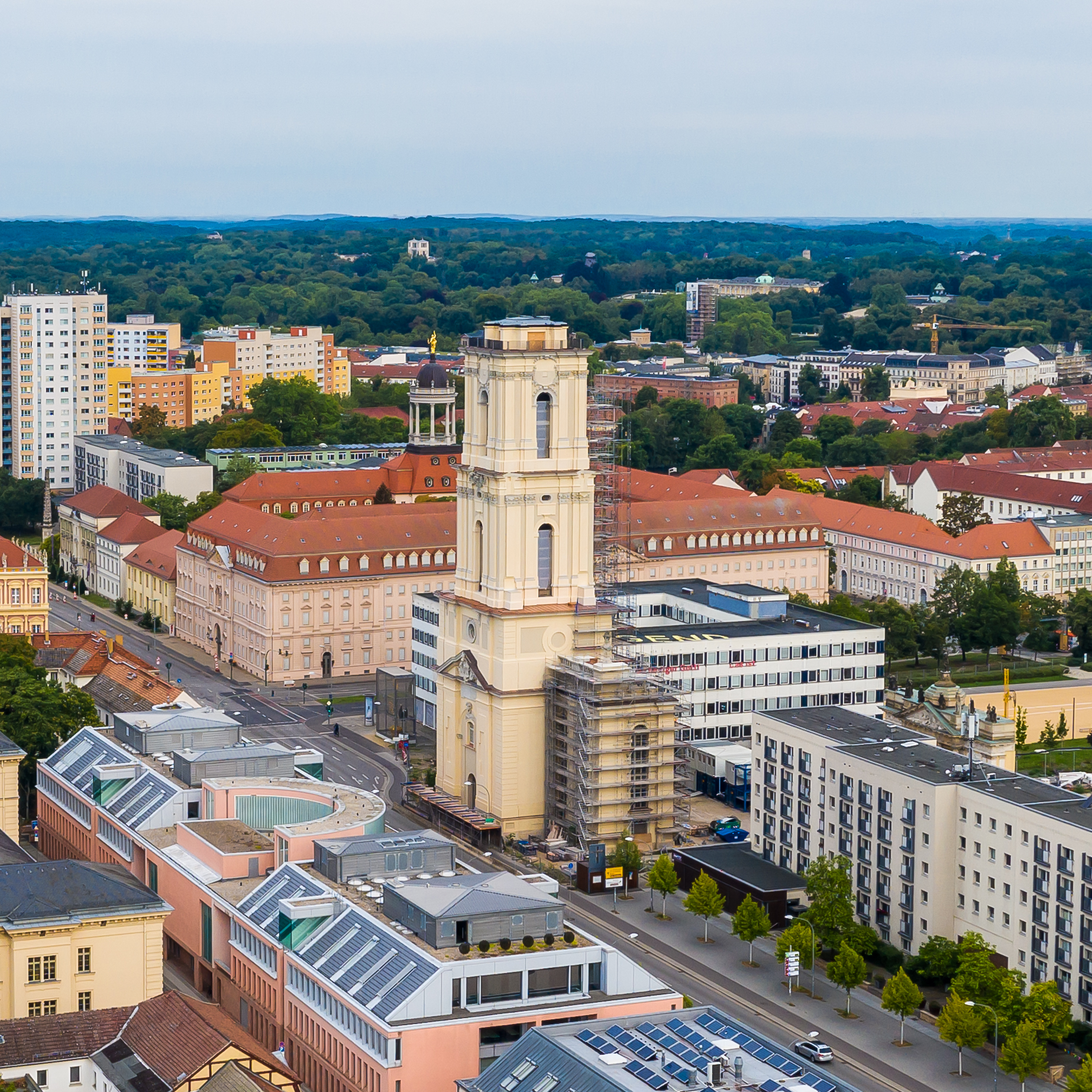
Reconstruction de l'Église de la Garnison en août 2023

En avril 2016, le synode de l’Église protestante de Berlin-Brandebourg a voté en faveur d’une aide financière au projet de construction, à savoir un prêt sans intérêt de 3,25 millions d’euros, accompagné de plusieurs conditions : 
- que le projet soutienne le travail de paix et de réconciliation
- que le projet renonce à faire une copie historiquement exacte de l’ancienne église ; seul le clocher serait reconstruit à l’identique, dépouillé des décorations de type militaire qui ornaient sa façade (sabres, pistolets, tambours…) ; la nef, si elle devait un jour être construite, le serait dans un style plus moderne et fonctionnel.

La chapelle provisoire construite sur le site, avec sa croix faite de clous, symbole de la réconciliation, sera déplacée et insérée dans le rez-de-chaussée du clocher reconstruit. Une aide publique importante est attendue pour venir compléter le prêt consenti par l’Église protestante allemande.
Le 27 octobre 2017, il est annoncé que 12 millions d'euros seraient financés par l'État fédéral pour reconstruire le clocher. Le 31 octobre 2017, à l'occasion du 500e anniversaire de la Réforme, une cérémonie pour le début de la reconstruction de la tour de l'église reconstruite devait initialement être célébrée mais cet objectif fut abandonné.
En juillet 2023, des rapports indiquent que la reconstruction devrait être achevée l'année suivante, la nef et le reste pourraient suivre.
Le 22 août 2024, la tour reconstruite est inaugurée lors d'une cérémonie en présence du président allemand Frank-Walter Steinmeier.

## Analyse historique: débat sur la reconstruction

### Première initiative en faveur de la reconstruction
En 1984, une Association pour la Continuation de la Tradition du Carillon de Potsdam (Traditionsgemeinschaft Potsdamer Glockenspiel e.V. (TPG)) fut créée à Iserlohn par le lieutenant-colonel Max Klaar, appuyé par certains anciens de son bataillon parachutiste. En 1987, après fonderie de nouvelles cloches, le carillon fut en effet reconstruit. L’association poursuivit alors le recueil de dons, dès lors pour financer la reconstruction de l’église de la Garnison. En 2001, le lieutenant-colonel de réserve Max Klaar, président de l’association, créa la "Fondation pour l’héritage culturel prussien" (Stiftung Preußisches Kulturerbe) afin de permettre de financer l’entretien de la future église reconstruite. Le 14 avril 1991, peu après la réunification allemande, le carillon fut remis à la ville de Potsdam.
L’esprit de nostalgie militaire dans lequel avait travaillé le lieutenant-colonel Max Klaar ne convenait pas à l’Église protestante en Allemagne ; son association d’anciens militaires et son journal Soldat im Volk ("Soldat dans le peuple") avait d’ailleurs été classés d’extrême-droite par le ministère fédéral de la Défense.
N’arrivant pas à un accord avec l’Église protestante allemande et la municipalité de Potsdam sur l’affectation de la future église reconstruite, Max Klaar décida de dissoudre l’association et de transmettre les fonds réunis (autour de 6 millions d’euros, sur la centaine qui seraient nécessaires) à la Fondation. Les membres de l’association restent fédérés en un « cercle d’amis », privé de pouvoir de décision.

### Deuxième initiative en faveur de la reconstruction
Le 15 janvier 2004 plus d’une centaine de personnalités de Berlin et du Brandebourg signèrent un "appel de Potsdam" (Ruf aus Potsdam), en faveur d’une reconstruction complète de l’église de la cour et de la garnison de Potsdam. Les organisateurs de cet appel étaient l’évêque protestant Wolfgang Huber, le premier ministre du Brandebourg Matthias Platzeck et son ministre de l’Intérieur Jörg Schönbohm.
En février 2004, une nouvelle association en faveur de la reconstruction fut fondée, sous le nom de Fördergesellschaft für den Wiederaufbau der Garnisonkirche e.V. (FWG), selon le concept proposé par l’Église protestante. L’objectif de la reconstruction est d’en faire une leçon de conscience et non une commémoration indistincte d'un passé politico-religieux parfois trouble.
À la fin du culte célébré le 23 juin 2008, date anniversaire de la destruction par la RDA du dernier mur subsistant de l’église, l’évêque Wolfgang Huber annonça la création d’une Fondation pour l’église de la Garnison de Potsdam (Stiftung Garnisonkirche Potsdam).
En 2010, l’Église protestante a décidé que l’église reconstruite redeviendrait une église paroissiale dont le pasteur serait nommé dès 2011. Le pasteur Juliane Rumpel a été nommée à ce poste. Elle a été remplacée en 2014 par le pasteur Cornelia Radeke-Engst,.
En 2013, la Fondation pour l’église de la Garnison de Potsdam a obtenu le permis de construire pour le clocher. Avec le dégagement de la zone de tout autre bâtiment et la déviation de la voirie, les conditions ont été réunies pour permettre l’engagement des travaux.
Le 25 juin 2015, une chapelle temporaire a été ouverte au public ; située à proximité immédiate du site de la future reconstruction, elle contient une exposition sur le passé et l’avenir de l’église de la Garnison. Elle abrite notamment une croix faite de clous, symbole de la réconciliation d’après-guerre lancé par les responsables de la cathédrale anglaise de Coventry, elle-même entièrement détruite par les bombardements allemands pendant la Deuxième Guerre mondiale. Elle a donc été baptisée Nagelkreuzkapelle (Chapelle de la croix de clous, Cross of Nails Chapel).

### Opposition à la reconstruction
Un groupe de citoyens (Für ein Potsdam ohne Garnisonkirche, "Pour un Potsdam sans église de la Garnison") s’est également constitué en 2012 pour s’opposer au projet de reconstruction, craignant une instrumentalisation de cette reconstruction pour engager l’Allemagne dans la voie d’une réhabilitation du passé militariste de la Prusse. Il souligne, outre le risque que l’église ne reste vide faute de paroissiens, que le comité de soutien est constitué à 20 % d’anciens militaires. Leur pétition a recueilli 14 000 signatures.
Le 1er septembre 2014, un nouveau manifeste a été publié avec une nouvelle pétition, sous le titre "Christen brauchen keine Garnisonkirche" ("Les chrétiens n'ont pas besoin d'une église de la Garnison").